# Кораблестроительная программа 1863 г. (Мониторная кораблестроительная программа)
Судостроительная программа Российского императорского флота, начатая в 1863 году, завершена в 1870 году. Предусматривала строительство броненосных кораблей береговой обороны.

## Подготовка к созданию программы
В 1855 году была спущена французская броненосная батареи тип Devastation. Успешное овладения крепостью Кинсбурн с помощью бронированной батареи, побудило обратить внимания правительства государств на новый тип судов выполненных на новый тип судов. В Быстрое развитие военного судостроения после Крымской войны 1853—1856 гг, привело к созданию броненосных сил в зарубежных флотах. В 1861 году строится частично бронированная канонерская лодка "Опыт". В 1861 году великий князь генерал-адмирал Константин Николаевич заказал броненосную плавучую батарею "Перевенец" в Англии. В 1862 году, аналогичную плавучую батарею "Не тронь меня" заказали к строительству России. В 1863 году, по Высочайшему повелению, был учрежден при военном министерстве комитет, под председательством генералъ-адъютанта Крыжановского, для обсуждения мер, необходимых для безотлагательного приведения Кронштадта в оборонительное положение.

## Программа 1863 г.
Кораблестроительная программа включала:
1. Строительство 10 одно-башенных лодок (мониторов) системы Эриксона - тип "Ураган" с двумя 15-ти дюймовыми гладкоствольными орудиями.
2. Двух-башенная лодка "Смерч".
3. Плавучая броненосная батарея "Кремль" (измененный тип "Первенец")
4. Ускорение работ (достройка) винтовых фрегатов "Петропавловск" и Севастополь.

## Судьба программы
В 1864 году большинство кораблей из указанной программы были спущены, потребовалось пересмотр программы в сторону увеличения тоннажа и количества судов. По кораблестроительной программе 1864 г. было построено восемь броненосных кораблей разного типа, в том числе двух — и трехбашенные мореходные фрегаты «Адмирал Спиридов», «Адмирал Чичагов», «Адмирал Лазарев», что явилось новым шагом в развитии броненосного кораблестроения.
К 1870 году судостроительные программы 1863 и 1864 г считались выполненные. Построено 23 судна, при 162 орудиях, суммарное водоизмещение построенных судов - 61 390 тн. 